# Oscarine Bosquet
Pour les articles homonymes, voir Bosquet (homonymie).
Oscarine Bosquet, née en 1964, est une poétesse française. Elle vit et travaille à Brest, où elle enseigne à l'École Européenne Supérieure d'arts de Bretagne. 

## Formation
Bosquet a une suivi une formation en histoire de l’art auprès de Gilbert Lascault, J.C. Lebensztejsn, Louis Marin, Georges Didi-Huberman et Maurice Brock. 

## Analyse de son œuvre
L'œuvre de Bosquet compte à ce jour quatre livres. Presque dix ans séparent sa première publication, Chromo, en 1997, d'une seconde séquence de publications comptant trois livres, entre la fin des années 2000 et le début des années 2010. Son premier livre, Chromo, et son second, Abstractions façonnées, s'articulent autour d'une observation de la nature et les couleurs, comme l'écrit Sophie G. Lucas. Avec Participe présent, publié aux éditions Le bleu du ciel en 2009, Bosquet ouvre une nouvelle recherche, mettant notamment en regard la figure historique et révolutionnaire de Rosa Luxembourg avec certains des massacres de masses ayant eu lieu lors du XXe siècle. Ce livre, qui compte douze séquences, réfute l'esthétisation et la réappropriation empathique de la violence, écrit Samuel Lequette sur sitaudis.com. En ce sens, le travail de Bosquet peut être considéré comme une poésie d'inspiration post-objectiviste, replaçant le politique au centre du dispositif poétique par l'observation, documentaire et sensible, et par le témoignage, alors même que "ce matériau historique individuel ou collectif en vient à troubler la parole"  comme l'écrit Jérôme Mauche dans sa présentation pour Des vies au bord du politiques, conférence croisée entre l'autrice et la philosophe Antonia Birnbaum. Par ce livre, Bosquet entreprend de répondre à l'injonction d'Adorno, selon lequel, est impossible, après Auschwitz, d'écrire un poème, tel que le souligne Julien Barret. À la suite de ce livre, Bosquet écrit Mum is dow, explorant le rapport à la mort volontaire, celui de la mère, et de la douleur qu'elle provoque. 
Les vers libres de Bosquet ont des coupes très précises, abruptes, et les ellipses sont fréquentes. Par la [pas clair] de la traduction phonétique de chants d'oiseaux (un « tsitsibé ») et d'onomatopées (« nani neny nanère », les « lali lala ») se dessine une référence discrète à l'Ursonate (de) de Kurt Scwhitters, contemporaine de la mort de Rosa Luxembourg. Au-delà des chants des oiseaux, est posée la question des langues : celle de la poétesse et celle commune, leurs conjonctions et disjonctions. Mum is down, le titre du quatrième livre de Bosquet pourrait être, comme l'analyse Bruno Fern, lu comme la traduction d'une berceuse.

## Traduction
Lors du séminaire de traduction de Royaumont de 1997, Oscarine Bosquet a traduit Michael Palmer et Benjamin Hollander. Bosquet a relu et complété la traduction de Le livre de qui sont était de Benjamin Hollander, qui a été publié par les éditions créaphis en 1997.

## Anthologies et revues
Revues
- Par Jour (extrait de Chromo), dans If no 13 (avec Steve Paxton, Jalal Toufic, Yannick Liron, Emmanuel Levinas, Jean Daive, Dominique Fourcade, Emmanuel Hocquard, Juliette Valéry, Frédérique Guétat-Liviani, Oscarine Bosquet, Jean-Charles Depaule), 1998
- Par Jour (extrait de Chromo), trad. Michaël Palmer pour le numéro Moderne French Poetry in Translation de Raddle Moon, no 16, 1998
- If, no 21 (avec Julien d’Abrigeon, Anaïs Masson, Maxence Rifflet, Yto Barrada, Sylvain Courtoux, David Lespiau, Eric Houser, Arnaud Calleja, Oscarine Bosquet, Emmelene Landon, Gertrude Stein, Philippe Beck, Henri Lefebvre), octobre 2002
- Action Poétique, no 171 (avec des textes de : André Biély, Yvan Mignot, Oscarine Bosquet, Jean-Michel Espitallier, Philippe Farlay, Eric Giraud, Bernard Vargaftig, E. E. Cummings + un dossier sur 5 poètes néerlandais : Martin Reints (nl), Tonnus Oosterhoff (nl), Jan Baeke (nl), Frank Koenegracht (nl), Erik Lindner (nl)), 2003
- Histoires de géographies (extraits), de(s)générations #14, violence et politiques, 2011[9]

Anthologies
- Territoires, Fourbis, 1997
- Noir sur blanc, Biennale du Val de Marne, 1997,
- Cinquante ans d’Action poétique, Flammarion, 1998
- Double-change, Les Presses du Réel, 2009.
- Alias, dans Écrivains en série, saison 2, dir. Laure Limongi et Emmanuel Rabu, Editions Léo Sheer, 2010
- Writing the Real: A Bilingual Anthology of Contemporary French Poetry, Enitharmon Press (en), 2016
- Un nouveau monde : poésies en France, 1960-2010 : un passage anthologique, dir. Isabelle Garron et Yves Di Manno, Flammarion, 2017

## Œuvres
- Chromo, Fourbis, 1997.
- Abstractions façonnées, Processus bleu éditions, 2008, avec le photographe Thierry Thoubert
- Participe présent, Le bleu du ciel, 2009.
- Mum is down, Al Dante, 2012[10].